# Tyler Berger
Tyler Daniel Berger (22 de marzo de 1991) es un deportista estadounidense que compite en lucha libre. En los Juegos Panamericanos de 2023 obtuvo una medalla de oro en la categoría de 74 kg.

## Palmarés internacional
| Juegos Panamericanos | Juegos Panamericanos | Juegos Panamericanos | Juegos Panamericanos |
| Año                  | Lugar                | Medalla              | Categoría            |
| -------------------- | -------------------- | -------------------- | -------------------- |
| 2023                 | Santiago (Chile)     | Medalla de oro       | 74 kg                |